# Washington Open 1978
Il Washington Open 1978, noto anche come Washington Star International per motivi di sponsorizzazione, è stato un torneo di tennis giocato sulla terra verde. È stata la 10ª edizione del torneo e faceva parte del Colgate-Palmolive Grand Prix 1978. Si è giocato a Washington negli Stati Uniti dal 17 al 23 luglio 1978.

## Campioni

### Singolare maschile
Jimmy Connors ha battuto in finale  Eddie Dibbs con il punteggio di 7–5, 7–5.

### Doppio maschile
Arthur Ashe /  Bob Hewitt hanno battuto in finale  Fred McNair /  Raúl Ramírez con il punteggio di 6–3, 6–4.